# Seishi Yamaguchi
Pour les articles homonymes, voir Yamaguchi.
Seishi Yamaguchi (山口 誓子, Yamaguchi Seishi) 3 novembre 1901 à Kyoto - 26 mars 1994), nom véritable Chikahiko Yamaguchi (山口 新比古, Yamaguchi Chikahiko)), est un poète haiku des époques Taishō et Shōwa du Japon.

## Biographie
Seishi Yamaguchi est le fils ainé de Yamaguchi Shinsuke (山口 新助) et de sa femme Mineko (岑子) - sa mère se suicide en 1911, alors que Seishi n'a que 10 ans. Depuis sa plus tendre enfance, il est élevé par son grand-père maternel, Wakita Kaichi (胁田嘉一), et vit en alternance à Kyoto, Tokyo, à Sakhaline, qui fait alors partie de la zone d'occupation japonaise, puis de nouveau à Kyoto. Après avoir fréquenté l'école secondaire à Kyoto, il s'inscrit au "Troisième lycée de Kyoto" (Kyōto daisan kōtō gakkō). C'est en participant au groupe de haiku de ce lycée qu'il commence à écrire sérieusement des poèmes de ce genre.
En 1922, il s'inscrit à la faculté de droit de l'Université impériale de Tokyo où il prend part au groupe de haïku de l'université et y reçoit l'enseignement de Kyoshi Takahama. Il fonde avec Shūōshi Mizuhara, Seison Yamaguchi, Tomiyasu Fūsei et Sujū Takano la « Société de haïku de l'Université de Tokyo ».
En 1926, il termine ses études et travaille pour le keiretsu Sumitomo à Osaka. Deux ans plus tard, il épouse Asai Umeko (浅井梅子), mieux connue sous le pseudonyme Hatsujo Yamaguchi.
Chez Sumitomo, Seishi Yamaguchi est principalement responsable du service du personnel, mais du fait d'une maladie pulmonaire chronique qui le tourmente depuis ses années d'étudiant, il prend un congé à partir de 1940. En 1942, il est enfin définitivement libéré de son travail, mais, même après plusieurs séjours en cure thermale, son état ne s'améliore pas. Il se consacre ensuite à la littérature.
Au début de l'ère Shōwa, il est actif auprès de la revue de haïku Hototogisu publiée par son ancien professeur Kyoshi Takahama, et avec Seiho Awano, Shūōshi Mizuhara et Sujū Takano, fait partie de ceux qu'on appelle les « Quatre S ».
Il utilise souvent des thèmes modernes tout en préconisant, ainsi que Kyoshi, l'esquisse naturelle objective (kyakkan shasei) comme moyen de représentation. Il devient ensuite une des personnalités clés du mouvement connu sous le nom « shinkō haïku » (haïku progressiste), mais garde ses distances avec les haïkus d'avant-garde sans mot de saison. En 1935, il participe en tant que co-rédacteur à la revue de haïku Ashibi, au sein de laquelle il représente, avec Shūōshi Mizuhara et quelques autres, une forme solide et moderne à la fois du haïku, conservant les mots de saison.
En 1948 il fonde la revue Tenrō (天狼, « Sirius », littéralement « Loup du ciel ») qu'il dirige lui-même et rassemble autour de sa personne de nombreux amateurs de haïku et des étudiants avec lesquels il apporte une contribution significative à la renaissance du haïku d'après guerre.
En 1976 il est décoré de l'Ordre du Trésor sacré troisième classe, en 1987 est lauréat du prix de l'Académie japonaise des arts et l'année suivante du prix Asahi. En 1992, il est publiquement reconnu pour ses grandes réalisations culturelles.
En tant qu'auteur de haïku, Seishi a écrit de nombreux ouvrages importants. Sa vaste bibliothèque d'environ 20 000 volumes participe au fondement du département d'études japonaises de l'Université de Kōbe, qui lui décerne son premier doctorat honoris causa le 16 juin 1988.

## Source de la traduction
- (de) Cet article est partiellement ou en totalité issu de l’article de Wikipédia en allemand intitulé « Yamaguchi Seishi » (voir la liste des auteurs).